# Wojkowice
Wojkowice è una città polacca del distretto di Będzin nel voivodato della Slesia.
Ricopre una superficie di 12,77 km² e nel 2004 contava 9 531 abitanti.

## Altri progetti

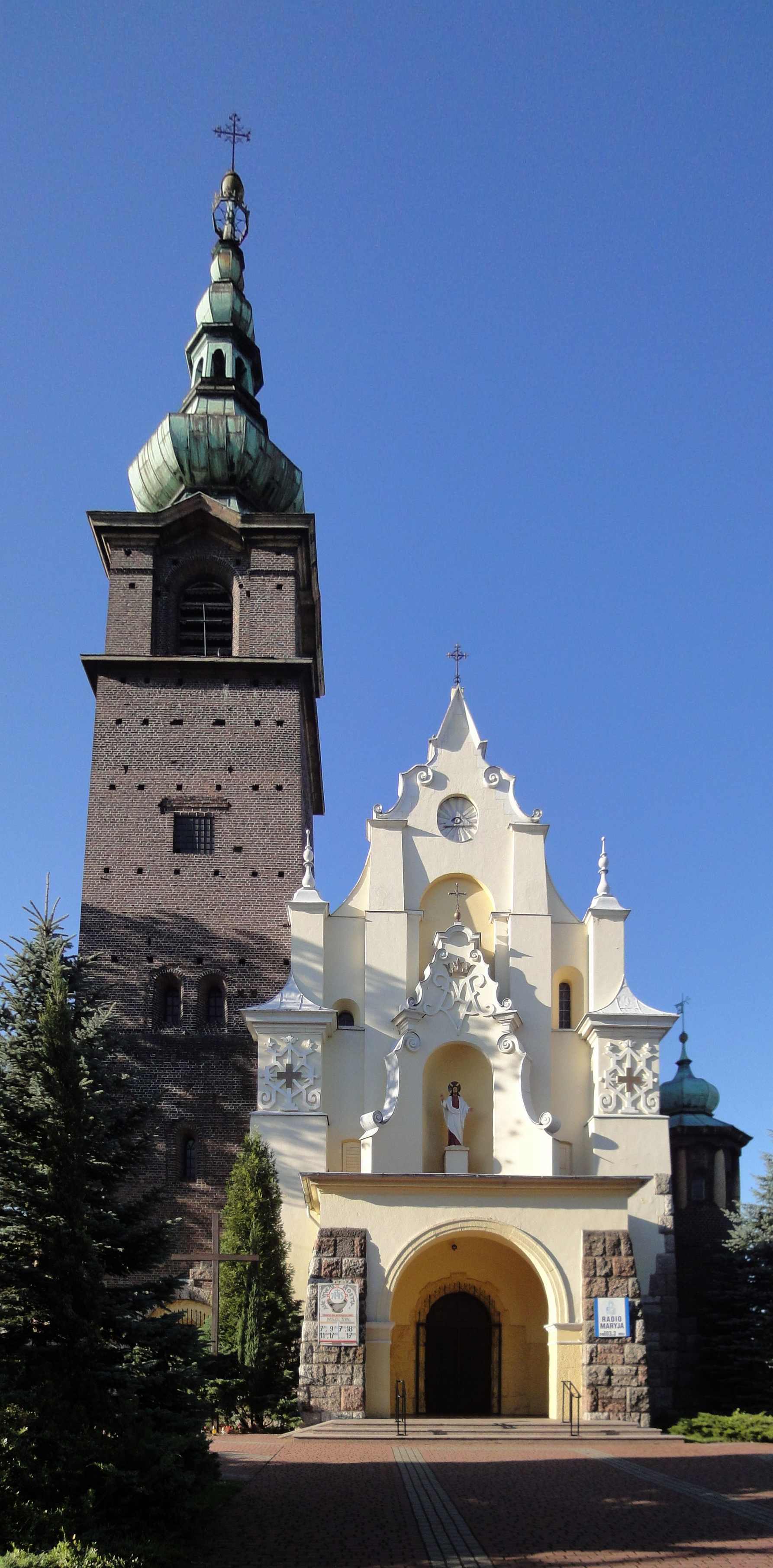

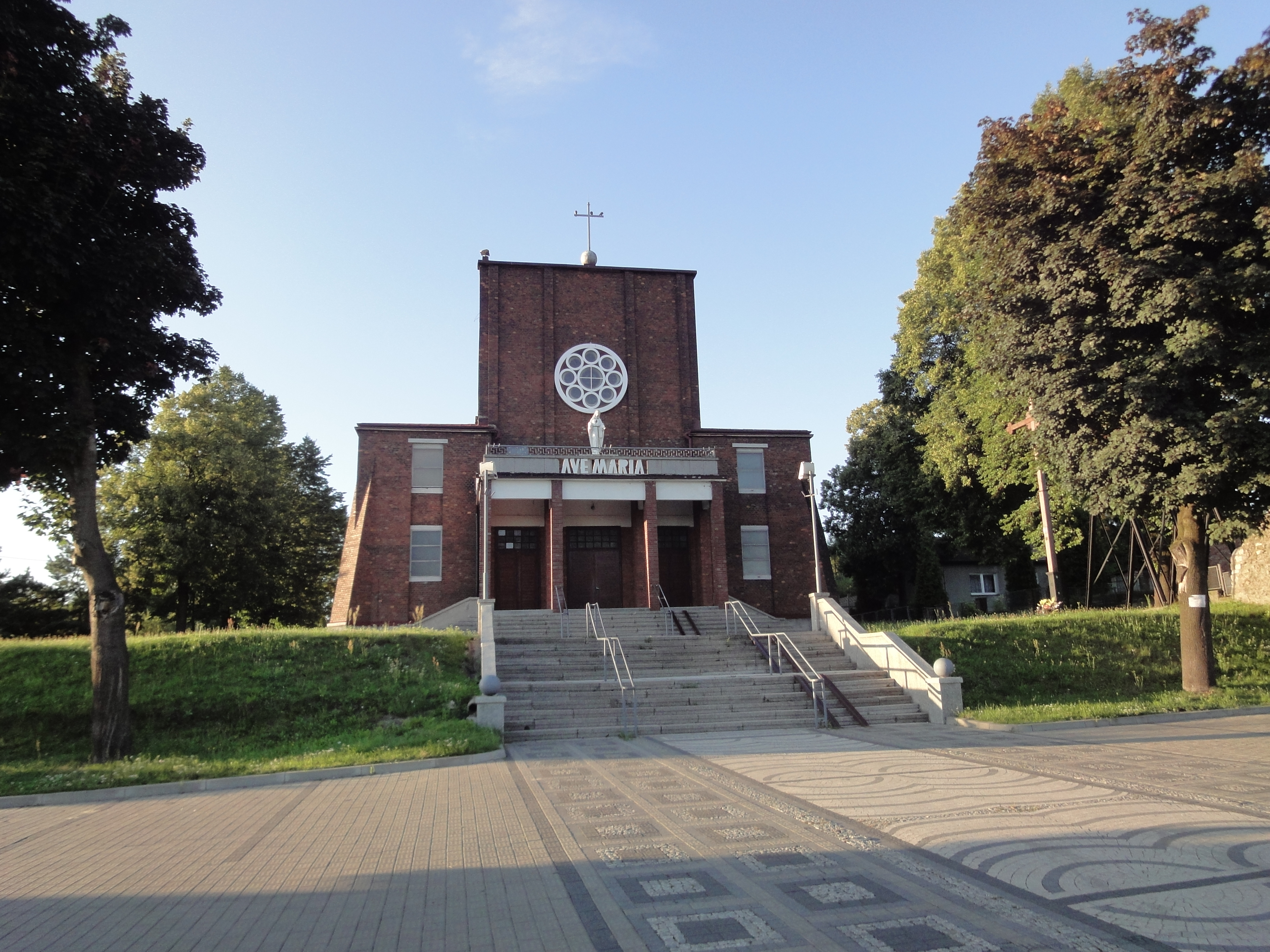